# Långsjön (Edsele socken, Ångermanland)
Långsjön är en sjö i Sollefteå kommun i Ångermanland och ingår i Ångermanälvens huvudavrinningsområde. Sjön har en area på 0,147 kvadratkilometer och ligger 272,4 meter över havet.

## Delavrinningsområde
Långsjön ingår i det delavrinningsområde (703222-153452) som SMHI kallar för Mynnar i Faxälvens vattendragsyta. Medelhöjden är 280 meter över havet och ytan är 55,06 kvadratkilometer. Räknas de 4 avrinningsområdena uppströms in blir den ackumulerade arean 118,22 kvadratkilometer. Edslan som avvattnar avrinningsområdet har biflödesordning 3, vilket innebär att vattnet flödar genom totalt 3 vattendrag innan det når havet efter 101 kilometer. Avrinningsområdet består mestadels av skog (92 procent). Avrinningsområdet har 0,23 kvadratkilometer vattenytor vilket ger det en sjöprocent på 0,4 procent.